# Haplotaxida
Haplotaxida zijn een orde van de ringwormen.

## Taxonomie
- Onderorde Haplotaxina
  - Familie Haplotaxidae
- Onderorde Moniligastrina
  - Familie Moniligastridae
- Onderorde Lumbricina
  - Familie Ailoscolecidae
  - Familie Alluroididae
  - Familie Eudrilidae
  - Familie Glossoscolecidae
  - Familie Lumbricidae
  - Familie Megascolecidae
  - Familie Sparganophilidae
  - Familie Octochaetidae
  - Familie Acanthodrilidae
  - Familie Microchaetidae
  - Familie Biwadrilidae
  - Familie Lutodrilidae
  - Familie Hormogastridae
- Onderorde Tubificina
  - Familie Dorydrilidae
  - Familie Enchytraeidae
  - Familie Naididae
  - Familie Opistocystidae
  - Familie Phreodrilidae
  - Familie Tubificidae
- Onderorde Incertae sedis
  - Familie Capilloventridae
  - Familie Diporodrilidae
  - Familie Hippoperidae
  - Familie Komarekionidae
  - Familie Lycodrilidae
  - Familie Microchaetidae
  - Familie Narapidae
  - Familie Randiellidae
  - Familie Tiguassidae